# جيم دونيلي
جيم دونيلي (24 يونيو 1906 في أستراليا - 2 مارس 1978) (بالإنجليزية: Jim Donnelly)‏ هو لاعب كريكت أسترالي.

## وصلات خارجية
- جيم دونيلي على موقع إي آس بي آن كريك إنفو (الإنجليزية)